# Humilladero de Tudela
El Humilladero se encuentra a la derecha del acceso al puente del Ebro en su entrada hacia Tudela (Navarra), en el paraje denominado “Traslapuente”.
El edificio llegó hasta nuestros días en completa ruina, con sus arcos cegados y su espacio interior convertido en vivienda y vaquería, hasta que lo adquirió el Ayuntamiento de Tudela alrededor de 1985 y que después de varias décadas en completa ruina, se ha restaurado en 2023.

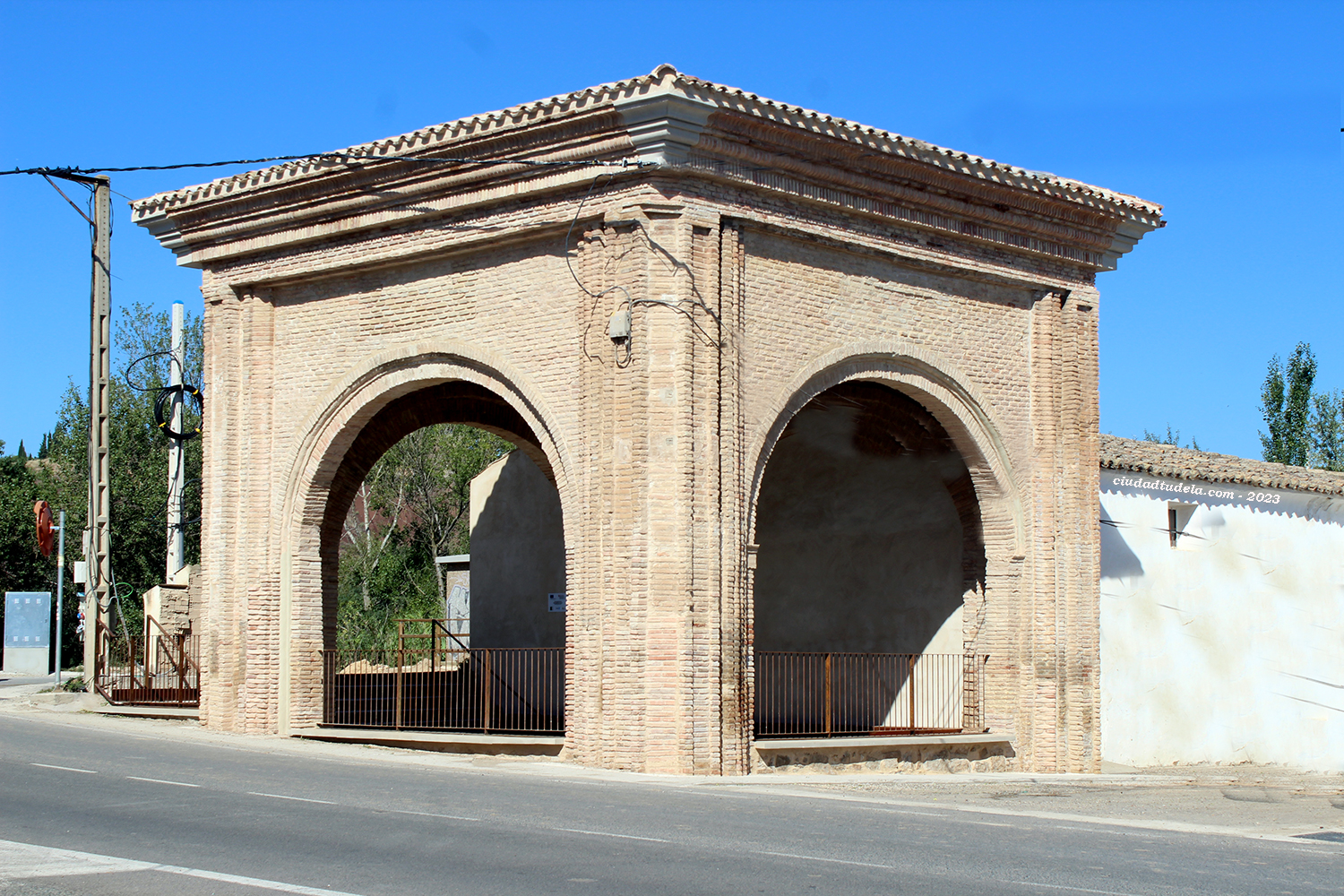
Humilladero recién restaurado 2023

## Descripción
Templete o monumento, conformado por cuatro fachadas y cuatro arcos formeros, de 9,40 x 9,40 m de lado por 6,48 m de alto (al remate del dintel sobre los citados arcos, sin contar la cubierta, -cuando la hubo-, ni el remate o frontón añadido) , luciendo cuatro esquinazos, en estilo barroco, en ladrillo caravista de molde.
No quedan vestigios ni de la primitiva cubierta ni de un supuesto “crucero”, que, no obstante, se cita en diversos documentos históricos del Archivo histórico del Ayuntamiento de Tudela.
En un relato del año 1630 describe la cruz adornada por una gran cantidad de tallas religiosas, erigida sobre varios escalones y un pedestal. Todo ello cubierto por un templete de cuatro arcadas que se erigía, también, sobre escalinatas.

## Historia
En 1502 el legado del papa Paulo III concedió a sus visitantes “siete años y siete cuarentenas de perdón”, tras las consiguientes visitas y rezos en días señalados como el Día de la Cruz, la Ascensión, Pentecostés, etc.
Se citan crónicas que relatan que se reconstruyó, por cuenta de la ciudad, en 1540 y 1690.
Esta cruz, y su pequeño templete o monumento perdió su uso y destino con la Desamortización de Mendizábal en 1834. Ya, durante la Primera Guerra Carlista, se cegaron los arcos con mampostería y sillarejo, dotando los paños de troneras y utilizándose como defensa del puente que accedía a la ciudad.
Destruido en 1905, pasó a ser lugar de cobro de impuestos (“Arbitrios”), y posteriormente tuvo un uso de vaquería.

## Intentos de recuperación

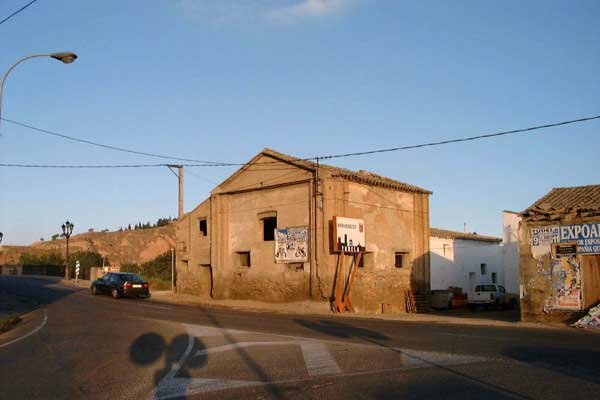
Humilladero antes de su restauración.

En 1986, a través de unos estudios sobre los Humilladeros de Navarra, que se realizaban por dos arquitectos (Joaquín González Miranda y José Alfonso Pezonaga) y un aparejador (Carlos Elizalde Zalba), cuyas actividades profesionales se desarrollaban en Pamplona, se pusieron en marcha una serie de gestiones, con la finalidad de recuperar este monumento.
Estaba en peligro de derribo inminente a causa de unas obras de ampliación del tablero del puente de su inmediatez. Se instruyó un expediente de protección, ante la Institución Príncipe de Viana (competente en Navarra en estos asuntos y amparada por la Ley Foral de Patrimonio Histórico Artístico) y se evitó su desaparición.
Seguidamente, este equipo de técnicos gestionó una donación del terreno lindante al este de la parcela y se logró que el entonces Dpto. de Obras Públicas (hoy día Fomento, del Gobierno de Navarra), cediese algunas construcciones y suelo al conjunto o cuerpo principal del Humilladero.

Hueco del humilladero.

Se obtuvo una subvención de la Administración Foral, expedida por la Sección de Patrimonio, de 9.000.000 Ptas del momento y por último se obtuvo el encargo, por parte de la Junta de Gobierno Municipal, de la redacción de un Proyecto de Ejecución de Restauración del Humilladero de Tudela. Redactado, visado y entregado a la entidad municipal por los técnicos anteriormente citados (fechado en 1990). Pendiente del concurso y de la correspondiente adjudicación, cambió la composición del ayuntamiento en las elecciones municipales de ese año, se paralizó el expediente y se abandonó hasta la fecha presente.
Actualmente se encuentra en la Lista Roja del Patrimonio de la Asociación Hispania Nostra.

## Excavación arqueológica

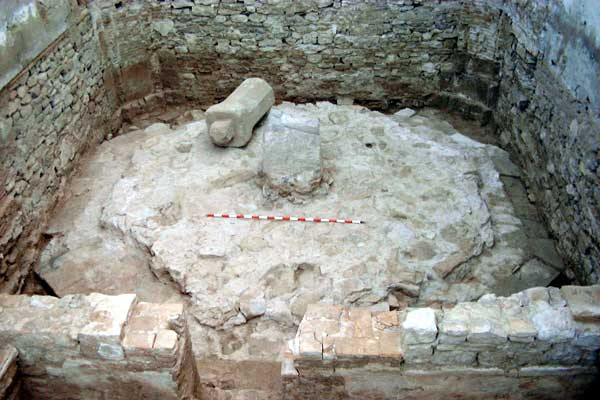
Restos del humilladero, suelo y fuste

Se desarrolla promovida por la Concejalía de Educación, Centros Cívicos y Juventud del M.I Ayuntamiento de Tudela y por el Centro de Estudios “Merindad de Tudela” como actividad práctica de los dos Talleres de Arqueología realizados en primavera de los años 2001 y 2002.
Se encontraron los restos de las diferentes fases que tubo este recinto. El suelo del fuerte, del humilladero y de una casa.